# Leipzig (Schiff, 1929)
Der Personendampfer Leipzig ist das Schwesterschiff der Dresden und das jüngste Schiff der Sächsischen Dampfschiffahrt. Beide Schiffe sind die größten Raddampfer der Flotte. Es wurde mit der Baunummer 75 auf Kiel gelegt. Seit 1992 gehört es zum Bestand der Sächsischen Dampfschiffahrts GmbH & Co. Conti Elbschiffahrts KG und fährt auf der Oberelbe.

## Die Zeit bei der SBDA bis 1945

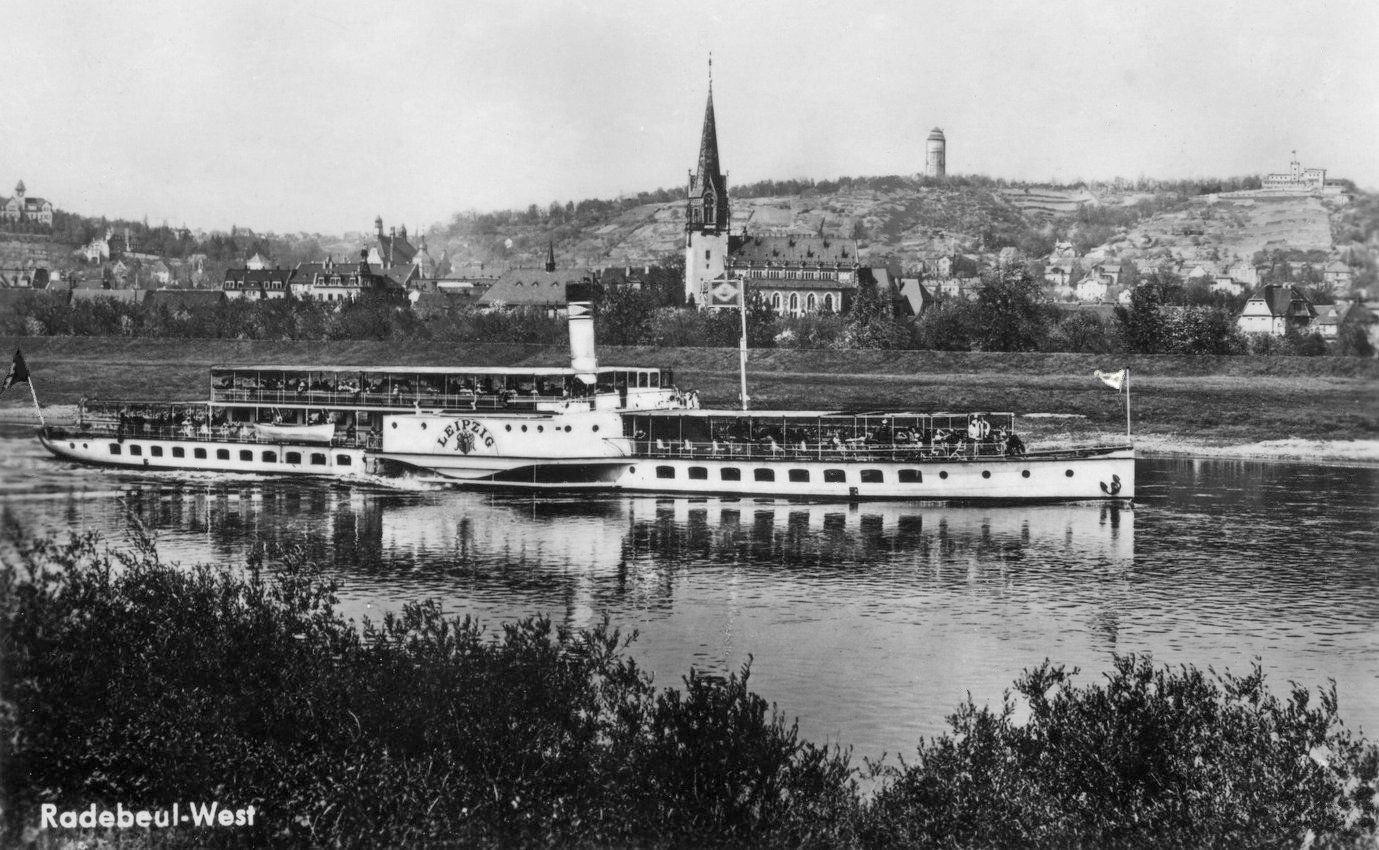
Raddampfer Leipzig in Radebeul

Erbaut wurde das Schiff 1929 von der Werft in Laubegast. Es war der letzte Raddampfer, der auf der Werft gebaut wurde. Am 25. März 1929 erfolgte der Stapellauf und am 11. Mai 1929 die Indienststellung durch die Sächsisch-Böhmische Dampfschiffahrt, Aktiengesellschaft (SBDA). Wie die Dresden verkörperte die Leipzig den „Rheintyp“, mit großen Fenstern statt der bisherigen Doppelfenster und einem großen Salon auf dem Achterdeck. Der Rumpf der Leipzig ist 1 Meter länger als der Rumpf der Dresden. Grund für die Änderung war die Achterlastigkeit der Dresden. Eingesetzt wurde sie als Salonschiff. Ab 1936 wurde ein Salonzuschlag von 10 Pf. erhoben; bei Konzertfahrten ein Konzertzuschlag von 30 Pf.
Im Sommer 1943 erhielt die Leipzig wie alle Dampfer einen Tarnanstrich. Ab 1943 diente sie als Lazarettschiff. Am 14. Februar 1945 war sie im Einsatz, um Überlebende des Luftangriffs vom 13. Februar aus der Stadt zu bringen. Die Fahrten zur Evakuierung von Verwundeten und Kranken führten dabei bis nach Aussig. Bei einem Bombenangriff am 2. März 1945 explodierte unmittelbar neben dem an seinem Liegeplatz am Kleinzschachwitzer Ufer liegenden Schiff eine Bombe und beschädigte das Schiff schwer und es sank. Am 15. März 1945 wurde versucht die Leipzig nach Laubegast in die Werft zu schleppen. Bei diesem Versuch wurde das Heck weiter deformiert und das Schiff sank nach 150 m erneut. Danach wurde vorläufig kein weiterer Bergungsversuch unternommen.
Aufgrund des niedrigen Wasserstandes der Elbe lag das Schiff halb auf dem Ufer. Erst mit dem Anstieg des Wasserstandes wurde eine Bergung möglich. Der erste Versuch das halb im Schlamm versunkene Schiff zu bergen schlug am 23. Dezember 1945 fehl. Bei einem weiteren Versuch am 24. Dezember 1945 wurde das Schiff nach dem Abdichten der Lecks in tieferes Wasser gezogen und von der Laubegaster Dampffähre Johanna in die Werft nach Laubegast geschleppt. Hier wurde es am 25. Dezember 1945 an Land genommen.

## Die Zeit bei der Weißen Flotte Dresden
Der Wiederaufbau begann im Januar 1946. Im Winter 1946/47 wurde das Schiff in den Loschwitzer Hafen geschleppt und hier der Innenausbau begonnen. Im Frühjahr 1947 wurde der Wiederaufbau in der Laubegaster Werft fortgesetzt und das Schiff am 5. Juni 1947 dem VEB Elbeschiffahrt Sachsen übergeben. Am 7. Juni 1947 wurde es wieder in Dienst gestellt. Die SBDA war am 1. Februar 1947 als VEB Elbeschiffahrt Sachsen in Volkseigentum überführt worden. Von 1950 bis 1957 gehörte dieser zum VEB Deutsche Schiffahrts- und Umschlagszentrale (DSU). Nach deren Auflösung entstand 1957 der VEB Fahrgastschiffahrt und Reparaturwerft Dresden und ab 1967 der VEB Fahrgastschiffahrt Dresden.
1967 wurden Schiff und Maschine einer Generalüberholung unterzogen und beide Radkästen neu gebaut. 1970 bekam das Schiff ein neues Steuerhaus. 1977 wurde das Schiff in der Laubegaster Werft an Land genommen. Bis 1978 wurden Kesselhaus und Maschinenraumhaus neu gebaut. Das Schiff erhielt einen vorderen Decksalon. Am 3. September 1978 wurde die Leipzig wieder in Dienst gestellt. Der Preiszuschlag für Konzertfahrten betrug 1978 50 Pfennig.
1988 wurde das Schiff zu einer umfassenden Rekonstruktion in der Laubegaster Werft an Land genommen. Das Maschinenfundament wurde erneuert und ein neuer Dampfkessel eingebaut. 1990 wurde aufgrund der unklaren Finanzierung der Bau gestoppt.

### Trivia
Anfang Juni 1984 besuchte der nordkoreanische Diktator Kim Il-sung während seines Staatsbesuchs in der DDR die Stadt Dresden und die Sächsische Schweiz. Die Fahrt mit dem Schwesterschiff Dresden gefiel ihm dabei so gut, dass er nach Zeichnungen aus Laubegast in Nordkorea einen Nachbau der Leipzig mit dem Namen 평양 (Pjöngjang) bauen ließ, der in Pjöngjang vor Anker liegt.
Der DDR-Autor Klaus Vogt schrieb 1951 in seinem Buch über die Elbe im Gebiet der Sächsischen Schweiz‚ Leipzig‘ steht in großen Lettern an den breit auslaufenden Hüften, unter denen sich zwar schamhaft, aber recht geräuschvoll die schweren Schaufelräder verbergen. In der harmonisch geschwungenen Linie findest Du nicht den geringsten Makel. Schwarz-Rot-Gold verkündet der Schornstein die Farben der Republik.

## Die Zeit bei der Sächsischen Dampfschiffahrt
Wie sieben weitere Dresdner Dampfer wurde der Raddampfer Leipzig nach der Wende und friedlichen Revolution in der DDR auf der Schiffswerft Laubegast generalüberholt. Die 1990 eingestellten Arbeiten an dem seit 1988 an Land liegenden Schiff wurden im Dezember 1992 wieder aufgenommen. Am 20. Juli 1993 wurde die Leipzig als viertes nach der Wende rekonstruiertes Schiff wieder in Dienst gestellt.
Nach erneuten umfangreichen Instandsetzungsarbeiten in Laubegast wurde das Schiff am 17. März 2016 wieder zu Wasser gelassen und sollte am 5. April 2016 zur ersten Schlössertour starten. In den Morgenstunden des 2. April 2016 brach infolge eines Kurzschlusses ein Feuer an Bord des am Terrassenufer liegenden Schiffes aus. Dieses wurde durch die Feuerwehr rasch gelöscht. Der Brand zerstörte die Fußböden in der Küche und die Holzdecken im Hauptdeck. Zusätzlich mussten der verrußte Maschinenraum und die Dampfmaschine aufwändig gereinigt werden. Der Schaden wurde auf 250.000 Euro geschätzt. Zur Flottenparade am 1. Mai 2016 war die Leipzig wieder einsatzbereit.
In Vorbereitung der jährlichen Wartung des Schiffes bemerkte die Besatzung im November 2021 ein Zischen im Kesselraum. Es stellte sich heraus, dass der Druckbehälter ein Leck hatte. Das Schiff musste in die Werft geschleppt werden. Dort wird das Oberdeck geöffnet und der Kessel herausgehoben. Die Reparaturkosten sind mit 80.000 Euro veranschlagt.

## Die Dampfmaschine
Die Dampfmaschine ist eine schrägliegende Zweizylinder-Heißdampf-Verbund-Dampfmaschine mit Einspritzkondensation und Ventilsteuerung der Bauart Lenz, die eine Leistung von 350 PS erbringt. Gebaut wurde sie, wie auch der Zwei-Flammrohr-Zylinderkessel, von der WUMAG, Übigau-Aktiengesellschaft, Schiffswerft, Maschinen- und Kesselfabrik mit der Bau-Nr. 1891. Die Dampfmaschine wirkt auf zwei seitliche Schaufelräder mit 3,20 m Durchmesser, die über neun bewegliche Stahlschaufeln verfügen. Zur Stromerzeugung dienen zwei Dampfturbinen, hergestellt vom Bekawerk Liske & Co. aus Leipzig. Der 1988 eingebaute Dampfkessel hat 10 bar Dampfdruck und wurde vom Dampfkesselbau Übigau gebaut. Die Feuerung wurde auf eine automatische Ölfeuerung umgestellt.